# Hellegatpolder
De Hellegatpolder is een polder ten noordwesten van Hengstdijk in de Nederlandse provincie Zeeland.
Deze polder werd aangelegd op initiatief van de Provinciale Staten van Zeeland. Het laatste restant van het Hellegat werd daardoor afgedamd door een zeedijk van ongeveer 1 km lengte. Aldus ontstond in 1926 een polder van 132 ha.
Enkele tientallen jaren bevond zich in deze polder nog een geultje met de naam Appelzak, en dit was het laatste restant van het Hellegat.
Voor de zeedijk liggen nog de Platen van Hulst en een klein schorrengebied.